# Lista över hovrättsråd i Svea hovrätt
Detta är en lista över hovrättsråd i Svea hovrätt.

## Hovrättsråd i Svea hovrätt

### 1600-talet
- 1614–1630: Abraham Brahe
- 1614–1623: Nils Turesson Bielke
- 1614–1615: Erland Björnsson (Bååt)
- 1614–1618: Nils Andersson (Lilliehöök)
- 1615–1617: Gustav Stenbock
- 1617–1629: Johan Skytte
- 1620–1622. Klas Horn
- 1622–1634: Gabriel Gustafsson Oxenstierna
- 1623–1624: Bo Ribbing
- 1626–1628: Philip von Scheiding
- 1627–1631: Gabriel Bengtsson Oxenstierna
- 1627–1653: Mattias Soop
- 1627–1629: Carl Oxenstierna
- 1628–1632: Johan Sparre
- 1632–1635: Per Brahe
- 1633–1639: Åke Axelsson (Natt och Dag)
- 1634–1637: Carl Bonde
- 1634–1642: Johan De la Gardie
- 1636–1644: Erik Ryning
- 1641–1648: Ture Bielke
- 1641–1644: Lars Sparre
- 1645–1648: Fredrik Stenbock
- 1645–1661: Ture Sparre
- 1650–1651: Knut Posse
- 1651–1661: Gustaf Bielke
- 1652–1654: Erik Gyllenstierna
- 1652–1660: Seved Bååth
- 1654–1662: Johan Gyllenstierna
- 1654–1658: Erik Sparre
- 1658–1661: Johan Rosenhane
- 1660–1665: Henrik Horn
- 1660–1674: Svante Banér
- 1661–1672: Krister Horn
- 1663–1664: Per Ribbing
- 1665–1669: Gustaf Kurck
- 1667–1669: Gustaf Sparre
- 1677–1682: Thord Ulfsson Bonde
- 1681–1682: Gustaf Adolf De la Gardie

### 1700-talet
- 1719–1736: Olof Thegner
- 1719–1731: Johan Lilliemarck
- 1720–1724: Jöns Nordenhielm
- 1720–1726: Bengt Baas
- 1724–1743: Johan Rosenstolpe
- 1728: Henrik Rosenstedt
- 1728–1736: Johan Adlerberg
- 1728–1732: Johan Ehrenadler
- 1728–1733: Lars Adlermarck
- 1728–1741: Hans Olivecrona
- 1729–1739: Carl Ehrenpreus
- 1731–1744: Lars Ehrenstam
- 1732–1749: Johan Herlin
- 1733–1734: Johan Fredric Flach
- 1734–1736: Marten Martens
- 1736–1747: Casper Gyllenbååt
- 1736–1755: Adam Fredenstierna
- 1736–1738: Bengt Silfverstedt
- 1738–1764: Isak Olivecrona
- 1739–1744: Niclas Wester
- 1741–1758: Samuel Roselius
- 1743–1757: Sven Lagerstam
- 1744–1762: Johan Linderstedt
- 1744–1747: Eric Petraeus
- 1747: Johan Gerdesköld
- 1747: Adrian Adlerstam
- 1747–1762: Olof Benjamin Ehrencreutz
- 1747–1762: Pehr Franc
- 1749–1759: Reinhold Rückersköld
- 1752–1766: David Hollsten
- 1752–1755: Johan Fredrik Flach
- 1755–1774: Carl Henrik Bergenskjöld
- 1756–1761: Lars von Stockenström
- 1756–1772: Jonas von Hagelberg
- 1756–1762: Johan Gabriel Bergenstråhle
- 1756–1757: Jonas Robeck
- 1756–1765: Carl Magnus Adlermarck
- 1756–1772: Carl Johan Ridderstolpe
- 1758–1762: Samuel Enander
- 1758–1770: Carl Dubbenhielm
- 1759–1763: Sven Stillman
- 1761–1777: Adam Fredenstierna
- 1762–1768: Johan Tranaeus
- 1762–1793: Nils Stenman
- 1762–1790: Johan Linderstedt
- 1762–1779: Carl Gustaf Tollstedt
- 1762–1767: Johan Gabriel Jusléen
- 1762–1764: Carl Fredrik Sebaldt
- 1763–1793: Fredrik Carlsson Cronstedt
- 1763–1788: Fredrik von Post
- 1763–1784: Olof Aspman
- 1766–1784: Johan August Grewesmöhlen
- 1766–1777: Johan Gabriel Anrep
- 1767–1777: Jonas Aschling
- 1770–1780: Johan Magnus Törling
- 1770–1771: Frans Paul Teuchler
- 1770–1771: Sven Liljencrantz
- 1770–1794: Rudman Bergenstråhle
- 1771: Carl Gustaf von Palmcrona
- 1771–1778: Olof Benjamin Westman
- 1781–1790: Pehr Rangel
- 1781–1800: Nils af Zellén
- 1781–1785: Johan Aron Adelborg
- 1781–1803: Carl Johan Norell
- 1788–1803: Johan Evelius
- 1788–1796: Isak Johan Hellmanson
- 1791–1805: Johan Ludvig von Ehrenheim
- 1791–1800: Magnus Peter Rosbeck
- 1794–1798: Johan Carl Stillman
- 1794–1809: Carl Ziervogel
- 1794–1797: Johan Wilhelm Herlin

### 1800-talet
- 1800–1815: Göran Schröderheim
- 1800–1819: Carl Petter Sebenius
- 1803–1815: Carl Estenberg
- 1803–1826: Carl Gustaf Gråstéen
- 1805–1824: Johan Adam Widman
- 1805–1826: Carl Axel Levin
- 1805–1822: Nils Gustaf Stèenman
- 1805–1823: Johan Fredrik Dufwa
- 1808–1819: Henrik Engmarck
- 1813–1824: Herman Didrik Hasenkampff
- 1814–1824: Fredrik August Folcker
- 1815–1831: Engelbert Boström
- 1815–1825: Erik Gabriel Rosén
- 1821–1834: Carl Fredric Carleson
- 1821–1825: Carl Boije
- 1823–1830: Magnus Héerman
- 1824–1837: Strichert Christian Landgren
- 1826–1840: Gustaf Schöne
- 1826–1837: Thure Gabriel Adlerbrant
- 1826–1831: Gustaf Nyblæus
- 1826–1843: Per Adolph Sköldberg
- 1826–1846: Carl Ludvig Landin
- 1830–1839: Magnus Michael Rosbeck
- 1831–1836: Nils Snoilsky
- 1831–1836: Johan Wretman
- 1832–1835: Roland Martin
- 1832–1856: Carl Magnus Hindbeck
- 1836–1859: Otto Ludvig Lönnrot
- 1836–1849: Fredrik Bergström
- 1837–1854: Johan Fabian Hedblad
- 1839–1840: Otto Wilhelm Staël von Holstein
- 1839–1846: Magnus Abraham Segerheim
- 1839–1841: Gustaf Silfverstråle
- 1840–1842: Carl Sutthoff
- 1840–1847: Carl Fredrik Ungberg
- 1840–1842: Fredrik Åkerman
- 1842–1871: Henrik Mathias Munthe
- 1843–1865: Johan Axel Örbom
- 1846–1850: Johan Casimir Cederstråhle
- 1848–1851: Carl Göran Mörner
- 1849–1850: Jacob Eric Jerström
- 1850–1866: Carl Henric Pfeffer
- 1850–1857: Lars Stjernstedt
- 1852–1863: Christopher Hederström
- 1852–1863: Fredric Rutger Järta
- 1854–1867: Jacob Ulric Södergren
- 1854–1874: Johan Reinhold Geijer
- 1856–1872: Nils Peter Uddenberg
- 1859–1881: Oscar Augustin Montelius
- 1863: Gustaf Fridolf Almquist
- 1863–1867: August Wilhelm Revel
- 1863–1878: Carl Oscar Lagerbielke
- 1865–1882: Carl Johan Schöning
- 1867–1883: Otto Herman Forssell
- 1867–1880: Anders Henric Ramsay
- 1867–1893: Frans Oscar Leuhusen
- 1867–1869: Claes Gustaf Nikanor Livijn
- 1869–1883: Herman Rezelius
- 1871–1874: Johan Victor Adlers
- 1872–1895: Erik August Törnqvist
- 1874–1875: Carl Gustaf Hernmarck
- 1875–: Ulric Widström
- 1875–1882: Christian Ahlgren
- 1878–1895: Johan Gustaf Moberg
- 1880–1899: Carl Henrik Munthe
- 1881–1884: Axel Örbom
- 1882–1898: Napoleon Gripensköld
- 1882–1894: Carl Edvard Böök
- 1883–1896: Carl Gustaf Boivie
- 1883–: Carl August Geijer
- 1884–: Knut Almgren
- 1890–: Carl Gustaf Selling
- 1890–: Theodor Westrin
- 1893–: Johan Ahlgren
- 1894–: David von Heijne
- 1895–: Gustaf von Rosen
- 1895–: Fredrik af Klinteberg
- 1896–: Carl Gustaf Wästfelt
- 1896–1898: Wilhelm Grefberg
- 1896–: Rasmus Hansson
- 1898–: Gustaf Ribbing
- 1898–: Sven Almqvist
- 1899–: Conrad Cedercrantz